# Гуарульюс
23°28′00″ пд. ш. 46°32′00″ зх. д. / 23.46667° пд. ш. 46.53333° зх. д.
Гуарульюс (порт. Guarulhos) — муніципалітет і друге за розміром місто бразильського штату Сан-Паулу, частина міської агломерації Великий Сан-Паулу (фактично, передмістя міста Сан-Паулу), що обігнав за розміром Кампінас протягом останніх років, центр однойменної епархії. Населення міста становить 1 291 771 (2022 рік, IBGE), щільність населення 4 053,57 /км², площа 318 км².
За ВВП місто знаходиться на 8-мому місці в країні та 2-му в штаті (дані IBGE за 2002 рік), це 10-те за розміром передмістя у світі.

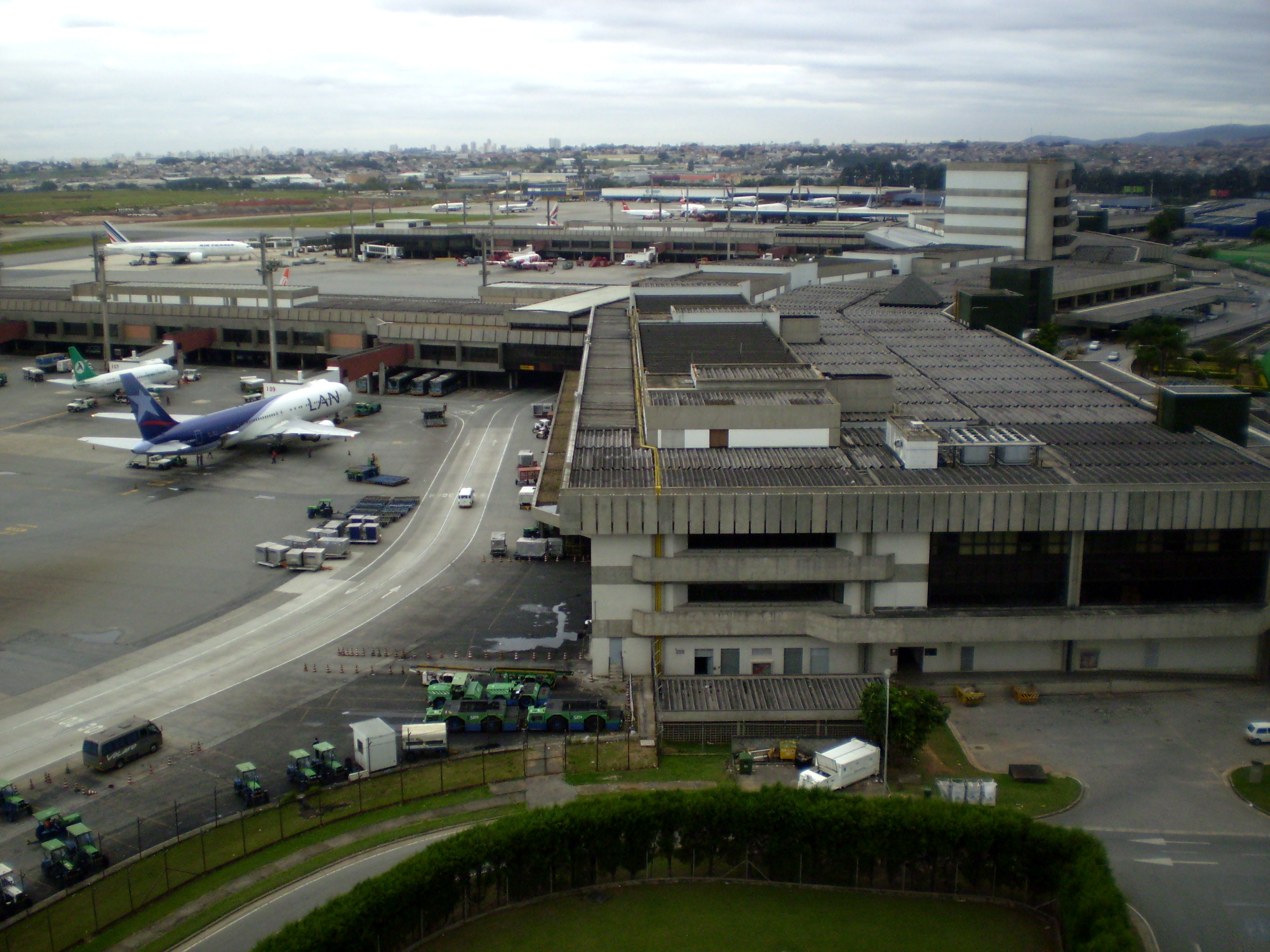
Міжнародний аеропорт Сан-Паулу-Гуарульюс

Назва міста походить з мови Тупі та означає «люди з великим животом», посилаючись на колишніх мешканців району.
У місті розташований Міжнародний аеропорт Сан-Паулу-Гуарульюс (GRU), найбільший за товаро- та пасажирообігом аеропорт країни, що обслуговує Великий Сан-Паулу.